# Se ci sarai
Se ci sarai è un singolo promozionale del gruppo italiano Lùnapop, pubblicato nel 2000.

## Descrizione
Estratto dal loro album ...Squérez?, è stato scritto dal batterista del gruppo Alessandro De Simone.
Il brano è stato interpretato, nella versione originale dell'album, ossia la prima ad essere uscita, dal batterista Lillo (Alessandro De Simone), mentre nella versione "Special 2000" risulta interpretata da Cesare Cremonini, che la canta anche nel video musicale.
È stato frequentemente trasmesso in radio, raggiungendo la posizione numero 1 dell'airplay.